# Кетон
Кетон се нарича или функционалната група, състояща се от една карбонилна група (O=C), свързана с два други въглеродни атома, или химическо съединение, което съдържа тази функционална група. Един кетон може обобщено да се представи с формулата:
R1(CO)R2.
Въглеродният атом от карбонилната група, свързан с два други въглеродни атома отличава кетоните от карбоксилните киселини, алдехидите, естерите, амидите и други съединения, съдържащи кислород. Двойната връзка в карбонилната група отличава кетоните от алкохолите и етерите. Най-простият кетон е ацетонът (наричан още пропанон).
Въглеродният атом, свързан с карбонилната група се нарича α-въглерод. Водородните атоми, свързани с него, се наричат α-водород. В присъствието на киселинен катализатор кетонът подлежи на т.нар. кето-енолна тавтомерия. При реакция със силна основа се получава съответен енолат. 